# Freddy vs. Ghostbusters

Freddy vs. Ghostbusters est un court-métrage américain (2004) de Hank Braxtan.

## Synopsis
Un combat entre Freddy Krueger et les Ghostbusters.

## Fiche technique
- Titre : Freddy vs. Ghostbusters
- Réalisateur : Hank Braxtan
- Scénariste : Hank Braxtan, Tim Johnson
- Production : Braxtan film
  - Producteur : Hank Braxtan
  - Coproducteur : J. Michael Weiss
  - Producteur associé : J. Michael Weiss et Jason M. Weiss
- Compositeur : Elmer Bernstein
- Directeur de la photographie : Hank Braxtan, Haylar Garcia, Ken Hendricks.
- Monteur : Hank Braxtan, Jeff Deel
- Décorateur : Scott Douglas
- Origine : États-Unis
- Sortie : 13/05/2004
- Genre : Comédie
- Format : 1.85
- Durée : 35 minutes

## Distribution
- Jason Weiss : Neil Anderson
- Tim Johnson : Ed Spengler
- Jason Cook : Eugene O'Fitzpatrick
- Bradley J. Roddy : Freddy Krueger
- Elizabeth Hogan : Nancy Ashton
- Bradley Griffith : Chuck Branson
- Bill O'Grady : Jared from Subway
- Byron Brake : Han the Bartender
- Harley Goldman : Nancy's Father
- Darcy Grabowski : Phantom
- Ken Godshall : Phantom
- Malcolm MacLean : Bar Patron
- D.R. Thorstad : News Anchor
- Scott Douglas : Crowd extra